# エチケット (ハミガキ)
エチケット（Etiquette）は、ライオンから発売されていたオーラルケア製品。1968年発売。

## 商品概要・歴史
沿革
1968年 - 「エチケットライオン」発売開始。
1977年6月 -  「エチケットαライオン」発売。200ℊ・100ℊにはラミネートチューブ採用。
1977年 - 「エチケット水はみがき」（のちの「ライオングリーン水はみがき」）発売。
1983年10月 - 「エチケットαライオン」を「エチケットライオン」に改称。プッシュポンのワンタッチキャップ採用。「エチケットジェルライオン」、縦型の「エチケットポンピーライオン」発売。
1986年11月 -  「エチケットライオン」改良。「エチケットライオンクリアブルー」「エチケットライオンクリアグリーン」発売。
1992年5月 -  「エチケットライオン」改良。縦型の「エチケットライオンクリアジェル」発売。
1996年 -  縦型の「エチケットブレスフレッシュ」発売。
2000年9月 - 「エチケットライオン」改良。縦型発売。2024年4月の販売終了まで、フリーダイヤル化に伴う問い合わせ先番号の変更やライオンの本社移転に伴う住所変更などの子変更はあったものの、パッケージは変わらなかった。
2001年7月 - 「エチケット ダブルカプセル」発売。
2023年10月 - ヨコ型130gが製造終了。
2024年4月 - 40gとタテ型130gが製造終了となり、発売から約56年続いた「エチケット」がブランド終息となる。口臭予防のオーラルケアブランド『NONIO』が実質的な代替品となる。

## 販売された製品
エチケットライオン（1986年10月まで医薬部外品）
舌苔など口臭の原因を除去して口中を浄化し、爽快感が長続きする口臭予防ハミガキ。爽快感が長続きするペパーミントの香味。タテ型130g、ヨコ型130g、40gの3タイプ。2000年9月から発売。
2つの洗浄成分を配合。洗浄成分のポリリン酸ナトリウムと炭酸水素ナトリウムが、舌苔に浸透し、細菌の結合を解き、タンパク質の粘着をゆるめる。
キャッチフレーズは「いい息、はじまる。」。パッケージは2000年9月から現在まで変更されていなかった。
1983年10月、エチケットαライオンからエチケットライオン（180ℊ・90g・50ℊ・12g）に改称。ペパーミントにフラワーの香味をプラス。同時にエチケットジェルライオン（180g・90g）、エチケットポンピーライオンが新発売された。
1986年11月、エチケットライオン・エチケットライオンクリアブルー・エチケットライオンクリアグリーンを発売。
1992年5月、エチケットライオン・エチケットライオンクリアジェルを発売。
2000年8月まで旅行用『エルパック』で50g（1983年9月までは『エチケットαライオン』40ｇ）が使用されていた。2000年9月のリニューアル後は『クリニカ』が使われている。
エチケットαライオン（医薬部外品）
1977年6月から1983年9月まで発売。ペパーミントにスパイシーな香味をプラス。ヨコ型200g、100gにラミネートチューブ採用。旅行用『シグナル』『エルパック』に使われた40ℊ・12ℊは1982年10月頃までアルミチューブだった（デンターTライオン発売と同じ時期に40g・12gもラミネートチューブに代わった）。岸本加世子のCMで使われていた『お口のニオイ、嫌われるゾ』が1981年の流行語になった。ハブラシは田中健・中尾ミエ出演時までバネットライオン、伊藤蘭出演時からはビトイーンライオンを使用していた。伊藤蘭出演初期まで『エチケットαライオン』、伊藤蘭出演後期からは『エチケットα』とテレビ・ラジオCMで使用していた。
エチケットジェルライオン
「エチケットライオンクリアブルー」へ継承。
エチケットブレスフレッシュ
エチケットポンピーライオン
縦型のエアレスポンプタイプ。当時の競合商品はサンスターの「アクアフレッシュ3ポンプ」や花王コルゲート・オーラルプロダクツの「コルゲート ポップルタイプ」であった。「ホワイト&ホワイトライオン ポンプタイプ」へ継承。
エチケットライオンクリアブルー
オウゴン乾燥エキスを配合した青色ジェルタイプ。清掃剤ジルコノシリケート（非晶質シリカ）配合。「エチケットライオンクリアジェル」へ継承。
エチケットライオンクリアジェル
タテ型チューブ採用（箱入り）
エチケット水はみがき
エチケットすっきりブレイク
2004年4月まで発売。ライオンで初の無着色の洗口液。アクアミントの香味。内容量350ml。キシリトール配合。
エチケットダブルカプセル
2001年7月から2003年3月まで発売。清涼食品。容量40粒。
黄色と緑色の2種類のカプセル1粒ずつを目安に、同時にお口に含む。黄色のカプセル（ライトミント）が口の中で溶けて、次に緑色のカプセル（ハーブミント）を噛まずに飲み込む。この手順により緑色のカプセルは水なしでも可能である。2種類のカプセルを同時に一粒ずつ取り出せるようにするため、ワンタッチ容器が採用された。
エチケットブレスフレッシュ【医薬部外品】
2001年7月から発売。クールミントの香味。内容量5ml（約150回分）。口紅サイズのアトマイザー型容器。
エチケットマウスミスト【医薬部外品】
マウススプレー。内容量5ml。香味は「キシリトールミント」、「フレッシュ&クールミント」、「ショックミント」の3種類があった。2019年3月発売の「NONIO マウススプレー」へ継承のため、2019年4月製造終了。

## CM
歴代CM出演タレント
- 小林麻美
- 田中健（エチケットαライオン、1977年 - 1979年）
- 中尾ミエ（エチケットαライオン、1979年、田中健と共演）
- 伊藤蘭（エチケットαライオン、1980年4月 - 1981年1月）
- 岸本加世子（エチケットαライオン・エチケットライオン・エチケットジェルライオン・エチケットポンピーライオン、1981年2月 - 1986年10月）
- 富田靖子（エチケットライオン、1986年11月 - 1990年頃）
- 渡辺満里奈（エチケットライオン、1992年）
- シューベルト綾（エチケットブレスフレッシュ、1996年）
- テライユキ（2000年9月 - 2003年3月）
- 袴田吉彦（2000年9月 - 2001年9月）

## CMタレントに関する備考
- 田中健・中尾ミエはCM放送後の1980年夏にTBSテレビ・木下プロダクション（現在のTBSスパークル)制作のドラマ『青春諸君!夏』（火曜20時）で共演している。このドラマはライオンではなく同業他社のサンスターがスポンサーになっていた。1983年からクリニカライオンのCMに起用された中井貴恵も出演していた。
- 伊藤蘭はCM放送時期の1980年10月5日に同業他社の花王石鹸（現在の花王）が提供していた関西テレビ（フジテレビ系）『花王名人劇場・武田鉄矢！おれが一番独演会』にゲスト出演した。
- 岸本加世子(ドレッサー）・富田靖子（ビオレ・花王石鹸ホワイト）・渡辺満里奈（エッセンシャル）は花王のCMにも出演していた。